# 왕림 (상도후)
왕림(王臨, ? ~ 21년)은 전한 말기의 인물로, 위군 원성현(元城縣) 사람이다. 신나라 황제 왕망의 4남이며, 어머니는 효목황후 왕씨다. 아내는 국사공(國師公) 유수의 딸이다.

## 행적
원시 4년(4년), 왕림은 상도후(賞都侯)에 봉해졌다.
신나라가 건국된 이후, 왕림은 시건국 원년(9년) 황태자에 봉해졌으며, 지황 원년(20년)에는 통의양왕(統義陽王)에 봉해졌다.
그러나 그 다음해인 지황 2년(21년), 왕림은 죽은 효목황후(孝睦皇后) 왕씨의 시녀인 원벽(原碧)과 사통하다 들통나서 자결했다.